# Prosopocera belzebuth
Prosopocera belzebuth là một loài bọ cánh cứng trong họ Cerambycidae.